# Ullerslevs kommun
Ullerslevs kommun var en kommun i Fyns amt i Danmark. Sedan 2007 ingår den i Nyborgs kommun.

## Socknar
Ullerslevs kommun bestod av de fyra socknarna Ellinge, Flødstrup, Skellerup och Ullerslev, samtliga från Vindinge härad.